# Посольство России в Великобритании
Российское посольство в Лондоне — дипломатическое представительство Российской Федерации в Соединённом Королевстве Великобритании и Северной Ирландии.

## Посольство Российской империи
Постоянное представительство было учреждено в 1706 году.
До Октябрьской революции посольство Российской империи в Лондоне размещалось в здании под названием Чешем-хаус. Это здание было арендовано царским правительством на 50 лет.

## Посольство СССР
В 1924 году были установлены дипломатические отношения между СССР и Великобританией и посольство СССР первоначально разместилось в здании бывшего царского посольства. Срок аренды здания должен был закончиться в 1928 году. Однако посольство СССР находилось в Чешем-хаусе лишь до 25 мая 1927 года, когда министр иностранных дел Великобритании Остин Чемберлен уведомил советское правительство о разрыве дипломатических отношений между СССР и Англией. Спустя два года, когда в 1929 году дипломатические отношения с СССР были восстановлены, встал вопрос о поиске подходящего помещения для дипломатической миссии. В 1930 году южно-африканский бизнесмен, «шерстяной» миллионер сэр Льюис Ричардсон согласился сдать свой особняк под здание советского посольства, в котором оно находится и по сей день.
Это здание стояло на земле, когда-то принадлежавшей Кенсингтонскому дворцу, который в XVII—XVIII веках был загородной резиденцией королей и поэтому играл важную роль. В 1841 году специальным актом Парламента от владений Кенсингтонского дворца был выделен участок размером в 28 акров (около 11 гектаров), и на этом участке возникла улица Кенсингтон Пэлас Гарденс, которая постепенно стала обрастать двумя рядами богатых особняков.
Особняк по адресу Kensington Palace Gardens, дом № 13, неподалёку от Кенсингтонского дворца, в котором разместилось посольство СССР, был построен в 1852 году в стиле неоготики для Стэнхоупа, 5-го графа Харрингтона, и ранее носил название «Харрингтон-хаус» (Harrington House). Семья Харрингтона владела этим домом вплоть до Первой мировой войны, но затем дом стал переходить из рук в руки, пока не стал собственностью Льюиса Ричардсона. Сэр Льюис Ричардсон был крупным предпринимателем и главой еврейской общины Великобритании. Он родился в Бирмингеме, значительную часть жизни провёл в Южной Африке, где основал одно из самых крупных в мире предприятий по экспорту страусиных перьев. В 1930 году он согласился передать дом для размещения в нём посольства СССР. На воротах дома, в котором разместилась дипмиссия СССР в Лондоне, долго ещё сохранялась надпись «Харрингтон-хаус», и только при размещении в нём советского посольства надпись была закрашена и заменена цифрой 13.

## Посольство Российской Федерации
С распадом СССР большая часть собственности СССР за границей, также как и долги СССР, оказались в собственности Российской Федерации, согласно предварительно достигнутой договорённости между бывшими союзными республиками. В соответствии с этим в здании в 1991 году разместилось посольство Российской Федерации в Соединённом королевстве Великобритании и Северной Ирландии. Аренда здания по соответствующему российско-британскому соглашению была продлена на 99 лет с ежегодной символической арендной платой в один фунт стерлингов. За аренду здания в Москве на Софийской набережной, напротив Кремля, британская сторона также платит символическую арендную плату один рубль в год. 
В то же время данная договорённость не была ратифицирована Украиной, из-за чего в 1999 г. она подала в британский суд. Однако как и в других случаях с посольской недвижимостью зарубежом вопрос так и не был окончательно урегулирован, и остался в подвешенном состоянии. Несмотря на то, что Российской Федерации удалось ранее переоформить недвижимость в свою собственность, она однако утратила право её продавать или сдавать в аренду. В 2022 г. в связи с вторжением России на Украину, правительство Великобритании начало рассмотрение вопроса её конфискации.
Внутренний интерьер здания российского посольства типичен для лондонских особняков второй половины XIX века. Несмотря на ряд перестроек, он в значительной степени сохраняется в первоначальном виде. В здании размещаются специально привезённые из Москвы предметы антиквариата, украшающего залы, а также картины русских и советских художников.
В 2012 году здание резиденции российского посла в Великобритании впервые приняло участие в проводящейся уже 20 лет акции «Открытый уикенд», когда недоступные для свободного входа в обычное время лондонские здания открывают свои двери для посетителей.